# Kupszczyzna
Kupszczyzna (biał. Купшчына, Kupszczyna; ros. Купщина, Kupszczina) – chutor na Białorusi, w obwodzie grodzieńskim, w rejonie ostrowieckim, w sielsowiecie Michaliszki, w pobliżu jeziora Świr.

## Historia
W XIX i w początkach XX w. wieś położona w Rosji, w guberni wileńskiej, w powiecie zawilejskim/święciańskim, w gminie Niestaniszki. Po I wojnie światowej pod administracją polską, w Zarządzie Cywilnym Ziem Wschodnich. W latach 1920–1922 w składzie Litwy Środkowej.
Od 11 kwietnia 1922 leżała w Polsce, w województwie wileńskim, w powiecie święciańskim, w gminie Świr. W 1938 były to dwa zaścianki: Kupszczyzna I i II. Współczesny chutor to dawna Kupszczyzna II. Kupszczyzna I obecnie nie istnieje.
Po II wojnie światowej w granicach Związku Sowieckiego. Od 1991 w niepodległej Białorusi.